# (2058) Róka
(2058) Róka ist ein Asteroid des Hauptgürtels, der am 22. Januar 1938 von dem ungarischen Astronomen György Kulin am Konkoly-Observatorium in Budapest entdeckt wurde.
Der Name des Asteroiden erinnert an den ungarischen Wissenschaftsautor Gedeon Róka.